# NGC 4080
NGC 4080 é uma galáxia espiral barrada (SBm) localizada na direcção da constelação de Coma Berenices. Possui uma declinação de +26° 59' 32" e uma ascensão recta de 12 horas, 04 minutos e 51,9 segundos.
A galáxia NGC 4080 foi descoberta em 11 de Abril de 1785 por William Herschel.